# EmelFM2
emelFM2 est un gestionnaire de fichier utilisant la bibliothèque GTK+ 2 pour X11 sur les systèmes d'exploitation de type unix. C'est un logiciel libre distribué selon les termes de la licence GNU GPLv3.

## Interface utilisateurs
La fenêtre principale est séparée en deux panneaux permettant de visualiser le contenu des dossiers à la manière de Norton Commander ou Midnight Commander. Entre ces deux panneaux se situe une barre de commande regroupant les fonctions les plus utilisées dans la manipulation des fichiers comme, déplacement, copie ou création d'un Lien symbolique. La partie basse de la fenêtre comporte un interpréteur de commandes et une zone de sortie.
emelFM2 permet en outre de réorganiser complètement les barres d'outils par l'ajout de boutons et menus. Il intègre aussi un jeu de commandes internes pouvant être combinées avec des commandes classiques du shell permettant la conception de scripts élaborés. La configuration des raccourcis clavier est elle aussi configurable de cette manière. De plus, un ensemble de plugins activés par défaut ou activables lors de la compilation permettent l'ajout de fonctionnalités telles l'extraction d'archives, le chiffrement de fichiers, le montages des partitions ou l'affichage de miniatures d'images (grâce à la bibliothèque de GIMP).